# ハインリヒ・フランツ・フォン・マンスフェルト
ハインリヒ・フランツ・フォン・マンスフェルト（Heinrich Franz von Mansfeld, Reichsfürst von Mansfeld, Fürst von Fondi, 1640年11月21日 ボルンシュテット - 1715年6月18日 ウィーン）は、オーストリアの外交官、元帥、宮廷軍事会議議長。帝国諸侯、フォンディ侯及びマンスフェルト侯。

## 生涯
マンスフェルト＝ボルンシュテット伯ブルーノ3世の次男。父と同様にハプスブルク家に仕官した。始めに短期間軍務に従事したのち、宮廷や外交での任務を担うようになった。軍事に関して僅かな知識・経験しかないにもかかわらず、陸軍元帥・宮廷軍事会議議長の地位に就けられることになる。1680年から1682年まで在フランス大使を、1683年から1690年まで在スペイン大使を務めた。大使の職に並行して軍隊内の階級も進み、1689年には元帥に至った。1684年から1701年までは宮内長官に在職した。1701年より宮廷軍事会議議長に就任。議長在任中はスペイン継承戦争の対応に当たるが、オイゲン公としばしば対立した。1703年、軍内で将軍・兵卒からマンスフェルトの指令に不信の声が高まったため、議長職をオイゲンに譲った。その後は死ぬまで皇帝侍従長として仕えた。
1690年、スペイン王カルロス2世に輿入れする皇帝レオポルト1世の義妹マリア・アンナ・フォン・プファルツ＝ノイブルク公女の随行団の団長として、公女をバリャドリッドの王の許に送り届けた。その褒美として、王からナポリのフォンディ侯領、グランデ特権、金羊毛騎士団騎士爵を与えられた。1696年帝国諸侯に昇格し、この昇格は皇帝ヨーゼフ1世によって1709年及び1711年の2度公の場で確認されている。
1697年より、ウィーンでヨハン・ルーカス・フォン・ヒルデブラントに夏の離宮（ルストシュロス）を建造させたが、マンスフェルト自身は完成を見ずに亡くなった。未完成だった宮殿はシュヴァルツェンベルク家に買い取られて完成し、現在ではシュヴァルツェンベルク宮殿という名称が定着している。
1679年、ロレーヌ公シャルル4世の未亡人マリー・ルイーズ・ダスプルモンと結婚し、間に娘2人をもうけた。彼女と死別した翌年1693年ヨハン・ヴァイクハルト・フォン・アウエルスペルク侯の娘マリア・フランツィスカ（1664年 - 1739年）と再婚したが、子は授からなかった。
- マリア・アンナ（1680年 - 1724年） - 1699年ザルム＝ホーホストラーテン伯ヴィルヘルム・フロレンティンと結婚
  - ザルム＝ザルム侯ニコラウス・レオポルト（1701年 - 1770年）→ ザルム＝ザルム家
- マリア・エレオノーラ（1682年 - 1747年） - 1703年従兄カール・フランツ・フォン・マンスフェルトと結婚、夫がマンスフェルト侯位を相続
  - ハインリヒ・フランツ2世（1712年 - 1780年） - マンスフェルト侯
    - ヨーゼフ・ヴェンツェル（1735年 - 1780年） - マンスフェルト侯
    - マリア・イザベラ（1750年 - 1794年） - 1771年コロレード＝ヴァルトゼー侯フランツ・デ・パウラ・グンダカル1世（ドイツ語版）と結婚　→コロレード＝マンスフェルト家